# Dorukhan Toköz
Dorukhan Toköz, né le 21 mai 1996 à Eskişehir en Turquie, est un footballeur international turc qui évolue au poste de milieu de terrain à Eyüpspor.

## Biographie

### Eskişehirspor
Né  à Eskişehir en Turquie, Dorukhan Toköz est formé par le club de sa ville natale, Eskişehirspor. Le 3 décembre 2015 il joue son premier match en professionnel face au Menemen Belediyespor (en). Son équipe s'impose par un but à zéro ce jour-là et c'est lui qui inscrit le seul but du match.

### Beşiktas
Le 27 juin 2018 est annoncé le transfert de Dorukhan Toköz avec l'un des clubs les plus importants du pays, le Beşiktas, avec qui il s'engage pour trois saisons.
Le 6 octobre 2019, Toköz se blesse sérieusement lors d'un match de championnat remporté face à Alanyaspor (2-0 score final). Touché au genou droit, le milieu de terrain est absent pour plusieurs mois et manque une grande partie de la saison 2019-2020.
Il est sacré Champion de Turquie lors de la saison 2020-2021, glanant ainsi le premier titre de sa carrière. Le 18 mai il remporte la coupe de Turquie face à Antalyaspor, entrant en jeu à la place de Necip Uysal lors de cette rencontre remportée par son équipe sur le score de deux buts à zéro.

### Trabzonspor
Le 29 juillet 2021, Dorukhan Toköz rejoint librement Trabzonspor. Il signe un contrat de trois ans, soit jusqu'en juin 2024, plus une années supplémentaire en option.

### Adana Demirspor
Le 22 juillet 2023, Dorukhan Toköz quitte l'Adana Demirspor pour rejoindre l'Adana Demirspor. Il signe un contrat de trois ans, soit jusqu'en juin 2026, avec une année supplémentaire en option.

### En équipe nationale
Dorukhan Toköz honore sa première sélection avec la Turquie le 22 mars 2019, face à l'Albanie. Il entre en jeu à la place d'Emre Belözoğlu ce jour-là et son équipe s'impose par deux buts à zéro. Le 11 juin 2019 Toköz inscrit son premier but avec l'équipe nationale, face à l'Islande, ce qui n'empêche cependant pas son équipe de perdre le match (2-1).

## Statistiques

### Statistiques détaillées
| Saison                | Club                  | Championnat           | Championnat | Championnat | Championnat | Coupe(s) nationale(s) | Coupe(s) nationale(s) | Coupe(s) nationale(s) | Supercoupe | Supercoupe | Supercoupe | Compétition(s) continentale(s) | Compétition(s) continentale(s) | Compétition(s) continentale(s) | Compétition(s) continentale(s) | Barrages | Barrages | Barrages | Turquie | Turquie | Turquie | Total | Total | Total |
| Saison                | Club                  | Division              | M.          | B.          | P.d.        | M.                    | B.                    | P.d.                  | M.         | B.         | P.d.       | Comp.                          | M.                             | B.                             | P.d.                           | M.       | B.       | P.d.     | M.      | B.      | P.d.    | M.    | B.    | P.d.  |
| 2015-2016             | Eskişehirspor         | Süper Lig             | 4           | 0           | 0           | 7                     | 1                     | 0                     | -          | -          | -          | -                              | -                              | -                              | -                              | -        | -        | -        | -       | -       | -       | 11    | 1     | 0     |
| 2016-2017             | Eskişehirspor         | 1. Lig                | 21          | 1           | 1           | -                     | -                     | -                     | -          | -          | -          | -                              | -                              | -                              | -                              | 3        | 1        | 0        | -       | -       | -       | 24    | 2     | 1     |
| 2017-2018             | Eskişehirspor         | 1. Lig                | 32          | 1           | 7           | -                     | -                     | -                     | -          | -          | -          | -                              | -                              | -                              | -                              | -        | -        | -        | -       | -       | -       | 32    | 1     | 7     |
| Sous-total            | Sous-total            | Sous-total            | 57          | 2           | 8           | 7                     | 1                     | 0                     | -          | -          | -          | -                              | -                              | -                              | -                              | 3        | 1        | 0        | -       | -       | -       | 67    | 4     | 8     |
| 2018-2019             | Beşiktaş JK           | Süper Lig             | 20          | 3           | 4           | -                     | -                     | -                     | -          | -          | -          | C3                             | 5                              | 0                              | 0                              | -        | -        | -        | 5       | 1       | 1       | 30    | 4     | 5     |
| 2019-2020             | Beşiktaş JK           | Süper Lig             | 7           | 0           | 0           | -                     | -                     | -                     | -          | -          | -          | C3                             | 2                              | 0                              | 0                              | -        | -        | -        | 1       | 0       | 1       | 10    | 0     | 1     |
| 2020-2021             | Beşiktaş JK           | Süper Lig             | 31          | 0           | 3           | 4                     | 0                     | 0                     | -          | -          | -          | C1+C3                          | 1+1                            | 0+0                            | 0+0                            | -        | -        | -        | 4       | 0       | 0       | 41    | 0     | 3     |
| Sous-total            | Sous-total            | Sous-total            | 58          | 3           | 7           | 4                     | 0                     | 0                     | -          | -          | -          | -                              | 9                              | 0                              | 0                              | -        | -        | -        | 10      | 1       | 2       | 81    | 4     | 9     |
| 2021-2022             | Trabzonspor           | Süper Lig             | 29          | 2           | 2           | 2                     | 0                     | 0                     | -          | -          | -          | -                              | -                              | -                              | -                              | -        | -        | -        | 4       | 0       | 0       | 35    | 2     | 2     |
| 2022-2023             | Trabzonspor           | Süper Lig             | 5           | 0           | 0           | -                     | -                     | -                     | 1          | 0          | 0          | C1                             | 2                              | 0                              | 0                              | -        | -        | -        | -       | -       | -       | 8     | 0     | 0     |
| Sous-total            | Sous-total            | Sous-total            | 34          | 2           | 2           | 2                     | 0                     | 0                     | 1          | 0          | 0          | -                              | 2                              | 0                              | 0                              | -        | -        | -        | 4       | 0       | 0       | 43    | 2     | 2     |
| 2023-2024             | Adana Demirspor       | Süper Lig             | 19          | 0           | 0           | 1                     | 0                     | 0                     | -          | -          | -          | C4                             | 4                              | 0                              | 0                              | -        | -        | -        | -       | -       | -       | 24    | 0     | 0     |
| Sous-total            | Sous-total            | Sous-total            | 19          | 0           | 0           | 1                     | 0                     | 0                     | -          | -          | -          | -                              | 4                              | 0                              | 0                              | -        | -        | -        | -       | -       | -       | 24    | 0     | 0     |
| Total sur la carrière | Total sur la carrière | Total sur la carrière | 168         | 7           | 17          | 14                    | 1                     | 0                     | 1          | 0          | 0          | -                              | 15                             | 0                              | 0                              | 3        | 1        | 0        | 14      | 1       | 2       | 215   | 10    | 19    |

## Palmarès

### En club
| Beşiktas JK - Championnat de Turquie - Champion en 2021 - Coupe de Turquie - Vainqueur en 2021 |  | Trabzonspor - Championnat de Turquie - Champion en 2022 - Supercoupe de Turquie - Vainqueur en 2022 (en) |